# Pio z Pietrelciny
Svatý Pio z Pietrelciny (někdy též jen Pater Pio či Otec Pio) (25. května 1887, Pietrelcina, Itálie – 23. září 1968, San Giovanni Rotondo, Itálie) byl italský kněz a světec, který byl známý zejména jako léčitel a pro svá stigmata. Je mu také přisuzováno mnoho zázraků, např. jasnovidectví nebo bilokace. Narodil se jako Francesco Forgione a po vstupu do řádu přijal řádové jméno Pius.

## Život

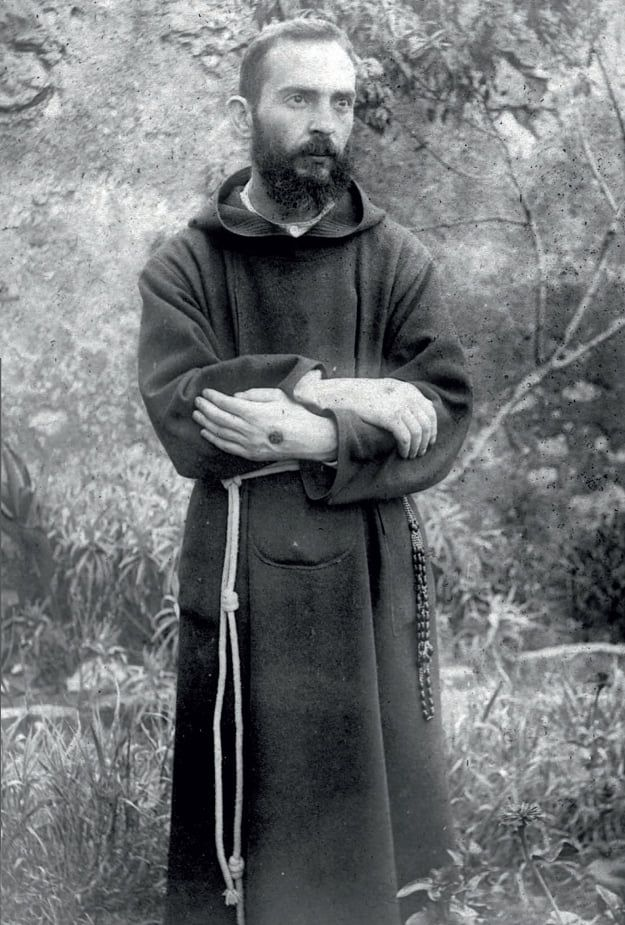
Svatý Pio z Pietrelciny ukazující svá stigmata

Narodil se v Pietrelcině v Itálii a byl pokřtěn v kostele sv. Anny v Pietrelcině. V raném věku, v 16 letech vstoupil 6. ledna 1903 do noviciátu kapucínského mužského kláštera v Morcone, kde dne 22. ledna oblékl františkánský hábit a jméno bratr Pio. Poté složil jednoduché řeholní sliby a 27. ledna 1907 slavné řeholní sliby.
V roce 1910 byl vysvěcen na kněze v katedrále v Beneventu. Ustanoven u Santa Maria degli Angeli v Pietrelcině, protože měl podlomené zdraví. Ze zdravotních důvodů zůstal se svou rodinou až do roku 1916. Později odešel na žádost svých představených do kláštera v San Giovanni Rotondo a setrval tam až do své smrti. V letech 1917–1918 sloužil u italských pomocných jednotek. V roce 1918 se na jeho rukou objevila stigmata poté, co se nabídl jako smírná oběť za zločiny během I. světové války. Nosil je pod obvazy až do smrti, zpočátku byl kvůli nim považován za podvodníka. Až když lékaři vyvrátili, že by si rány způsobil sám, byl podezření zbaven. V roce 1940 vypracoval plány na stavbu Domu pro úlevu trpícím. Tato rozsáhlá budova nemocnice byla otevřena v San Giovanni Rotondo v roce 1956. Padre Pio byl za svého života vyhledávaným zpovědníkem, léčitelem a vedl rozsáhlou korespondenci, se kterou mu pak pro rozsah museli pomáhat další řádoví spolubratři.
Předpověděl například v období komunistického totalitarismu v Československu biskupovi Františku Tomáškovi, že nezemře, dokud nebude jeho vlast svobodná (František Tomášek zemřel roku 1992).

## Beatifikace a kanonizace
Páter Pio byl prohlášen za ctihodného dne 18. prosince 1997 papežem sv. Janem Pavlem II., ten jej také 2. května 1999 dal prohlásit za blahoslaveného. 
Dne 16. června 2002 byl pater Pio kanonizován, tj. prohlášen za svatého. Této slavnosti se v Římě zúčastnilo kolem půl milionu lidí.
Dne 1. července 2004 byl páteru Piovi v San Giovanni Rotondo, na místě, kde žil, zasvěcen nově postavený kostel.